# Mimalonídeos
Mimalonídeos (Mimallonidae) são uma família de insectos da ordem Lepidoptera.